# Megaselia constrictior
Megaselia constrictior är en tvåvingeart som beskrevs av Schmitz 1929. Megaselia constrictior ingår i släktet Megaselia och familjen puckelflugor. Inga underarter finns listade i Catalogue of Life.